# Anti-Social
Anti-Social è un film del 2015 diretto da Reg Traviss, con protagonisti Gregg Sulkin, Meghan Markle e Josh Myers.

## Trama
Dee è un artista di strada anarchico che affronta il sistema, Marcus è un rapinatore a mano armata e per i due fratelli, essere antisociali è uno stile di vita, ed è legati da un'inflessibile lealtà familiare, si ritagliano inesorabilmente i rispettivi percorsi e Dee trova accettazione nella scena artistica londinese. Ma, in seguito ad una violenta guerra tra bande, Dee ricorda alla polizia e i criminali rivali si avvicinano alla famiglia e la banda di Marcus si prepara con aria di sfida ed abbattere il più grande obbiettivo della loro vita.

## Distribuzione
La pellicola è uscita nelle sale cinematografiche britanniche il 1º maggio 2015.